# Tsingy

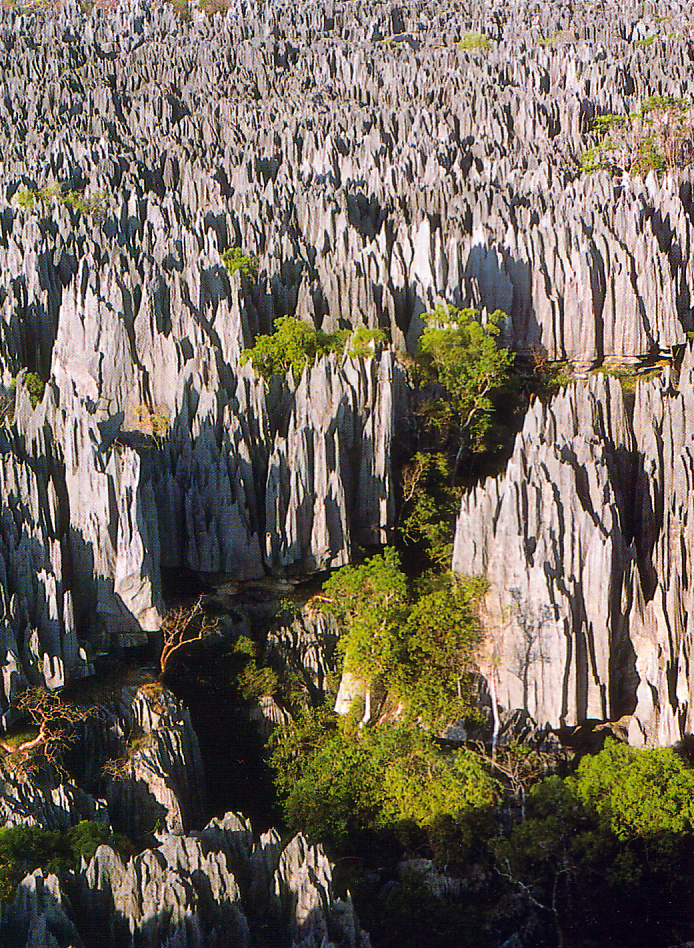
El tsingy de Bemaraha.

Un tsingy (en lengua malgache = aguja) es una formación rocosa característica de caliza con aspecto de torre que está presentes en algunas zonas de Madagascar, donde se encuentran: la Reserva natural integral de Tsingy de Bemaraha, declarada Patrimonio de la Humanidad de la UNESCO, el parque nacional Tsingy de Bemaraha, la reserva natural integral de Tsingy de Namoroka, la reserva especial de Ankarana y el parque marino de Nosy Hara.